# Pfarrkirche Unterweißenbach

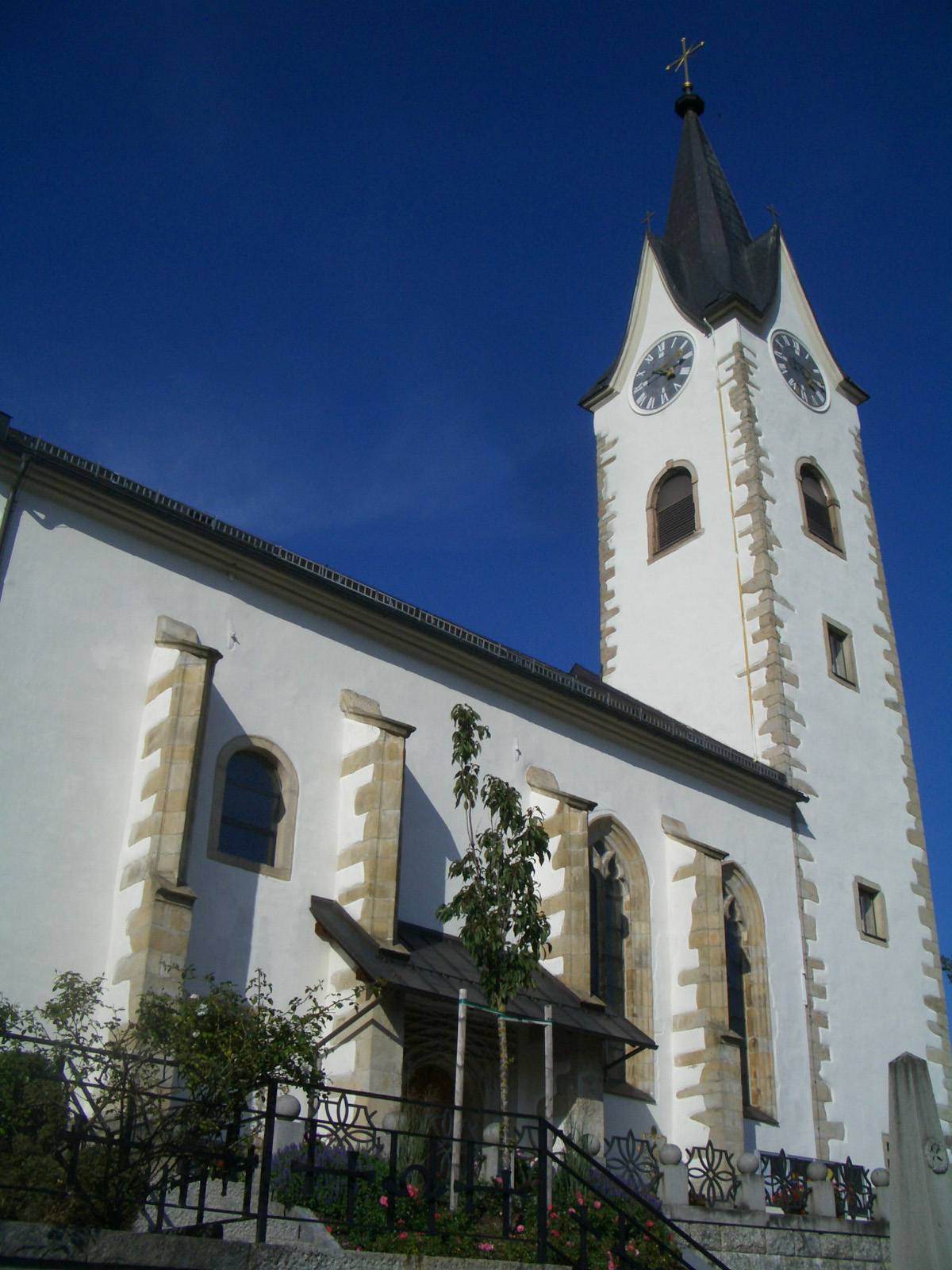
Katholische Pfarrkirche hl. Nikolaus in Unterweißenbach

Die römisch-katholische Pfarrkirche Unterweißenbach steht im Ort Unterweißenbach in der Marktgemeinde Unterweißenbach im Bezirk Freistadt in Oberösterreich. Die dem Patrozinium hl. Nikolaus unterstellte Pfarrkirche gehört zum Dekanat Unterweißenbach in der Diözese Linz. Die Kirche steht unter Denkmalschutz (Listeneintrag).

## Geschichte
Die romanische Filialkirche der Pfarrkirche hl. Jakobus in Schönau im Mühlkreis wurde urkundlich 1334 zur Pfarrkirche erhoben. 1382 waren die Herren von Ruttenstein die Repräsentanten des Pfarrers. Die Pfarrkirche erhielt 1501 einen Ablass. 1556 wurde die Herrschaft Ruttenstein an die Greinburg verpfändet und seither ist das Patronat bei der Greinburg. Kirchenbrände sind für die Jahre 1704, 1724, 1766 und 1862 genannt. Die Kirche war bis 1787 mit einem Friedhof umgeben. Die Nordwand und Teile der West- und Ostwand des Langhauses sind romanisch. Der Chor und wahrscheinlich auch der Turm wurden in der zweiten Hälfte des 14. Jahrhunderts erbaut. Von 1500 bis 1510 wurde die Kirche um ein Seitenschiff im Süden erweitert, erhöht und eingewölbt. Die ehemals gotische Sakristei wurde 1719 ausgebaut. Ein neuer Turmhelm wurde 1872 aufgesetzt und westlich ein Emporenaufgang angebaut. 1954 erfolgte ein Anbau im Norden und 1995 der Anbau eines Beichtraumes im Norden des Langhauses. Restaurierungen waren 1936, 1970 und 1995/1996.

## Architektur
Die Pfarrkirche steht dominierend in höchster Lage des Marktortes und hat im Süden und Osten schmale Vorplätze und ist im Norden mit dem Pfarrheim baulich verbunden. Die dekorative Detailgestaltung der Kirche macht die Hallenkirche zu einem bemerkenswerten Beispiel der spätesten Gotik. Die Gewölbeausführung im Langhaus, mit Freistädter Architektur um 1500/1510 benannt, ist analog dem Chor der Pfarrkirche hl. Alexius in Hellmonsödt, dem Chor der Pfarrkirche Hirschbach im Mühlkreis und dem Chor der Pfarrkirche hl. Leonhard in St. Leonhard bei Freistadt. Der eingezogene einjochige leicht aus der Mittelachse des nördlichen Kirchenschiffes tretende Chor mit Fünfachtelschluss befand sich ehemals in der Mittelachse des romanischen Langhauses. Der Turm im südlichen Chorwinkel hat mächtige Mauern. Im nördlichen Chorwinkel ist die zweigeschoßige Sakristei angebaut. An die Sakristei schließt westlich der Anbau von 1954 an. An die Westfassade wurde ein doppelläufiger Emporenaufgang angebaut.
Das Kirchenäußere wurde bei den Renovierungen des 20. Jahrhunderts steinsichtig gehalten. Um den gesamten Bau verläuft ein profiliertes Traufgesimse. Über den Sockeln und an den Strebepfeilern sind gotische Bauteile eingebaut. Am Langhaus sind die Strebepfeiler im oberen Bereich spornförmig ausgebildet, die Flächen haben eine Rahmengliederung, und die Strebepfeiler im Norden sind einfach gestaltet. Das westliche spitzbogige Westportal aus der zweiten Hälfte des 14. Jahrhunderts wurde 1996 an die heutige Stelle verschoben und hat eine neogotische Türe um 1900. Das spätgotische Südportal aus dem Anfang und ersten Viertel des 16. Jahrhunderts ist bemerkenswert besonders dicht verstäbt und rundbogig und rechtwinkelig analog dem Typ wie bei der Pfarrkirche hl. Johannes der Täufer in Bad Zell ausgebildet. Die Kirche hat zweibahnige spätgotische Maßwerkfenster mit teils erneuerten Maßwerken und haben südseitig profilierte Laibungen. Die Kirche hat weitere jüngere Fenster, rundbogig und rechteckig, aus dem 17. und 19. Jahrhundert. Der Chor hat zweibahnige Spitzbogenfenster.
Die Kirche hat über dem Langhaus ein Satteldach. Über dem Chor ist ein niedrigeres Walmdach und ein Dachreiter mit Spitzhelm. Die Dächer sind Sparrendächer mit liegendem und stehendem Stuhl. Das Dachstuhl im Chor ist mit 1881 bezeichnet. Der Turm hat über dem Sockel analog dem Chor ein abgeschrägtes Gesims und an der Südostecke Reste einer gotischen roten Fugenmalerei. Das Turmportal hat eine Oberlichte und hat eine Tür mit einem Eisenplattenbeschlag aus dem 16. Jahrhundert. Die Glockenstube hat rundbogige Schallfenster aus dem 18. oder 19. Jahrhundert und einen Spitzhelm.

## Ausstattung
Den Hochaltar schuf der Bildhauer Franz Oberhuber 1869 als neugotisches dreiteiliges Nischenretabel mit Figuren unter Baldachinen und Fialen, mittig hl. Nikolaus, seitlich Josef und Anna, im Gesprenge Gnadenstuhl, links Katharina und rechts Aloisius, alle von Josef Ignaz Sattler.
Die Orgel baute 1956/1957 Johann Pirchner mit 15 Registern, verteilt auf zwei Manualen und Pedal in einem bemerkenswerten barocken Gehäuse von Franz Lorenz Richter mit einem dreitürmigen Hauptgehäuse sowie einem Rückpositiv mit der bekrönenden Figur König David.

## Grabdenkmäler
Außen

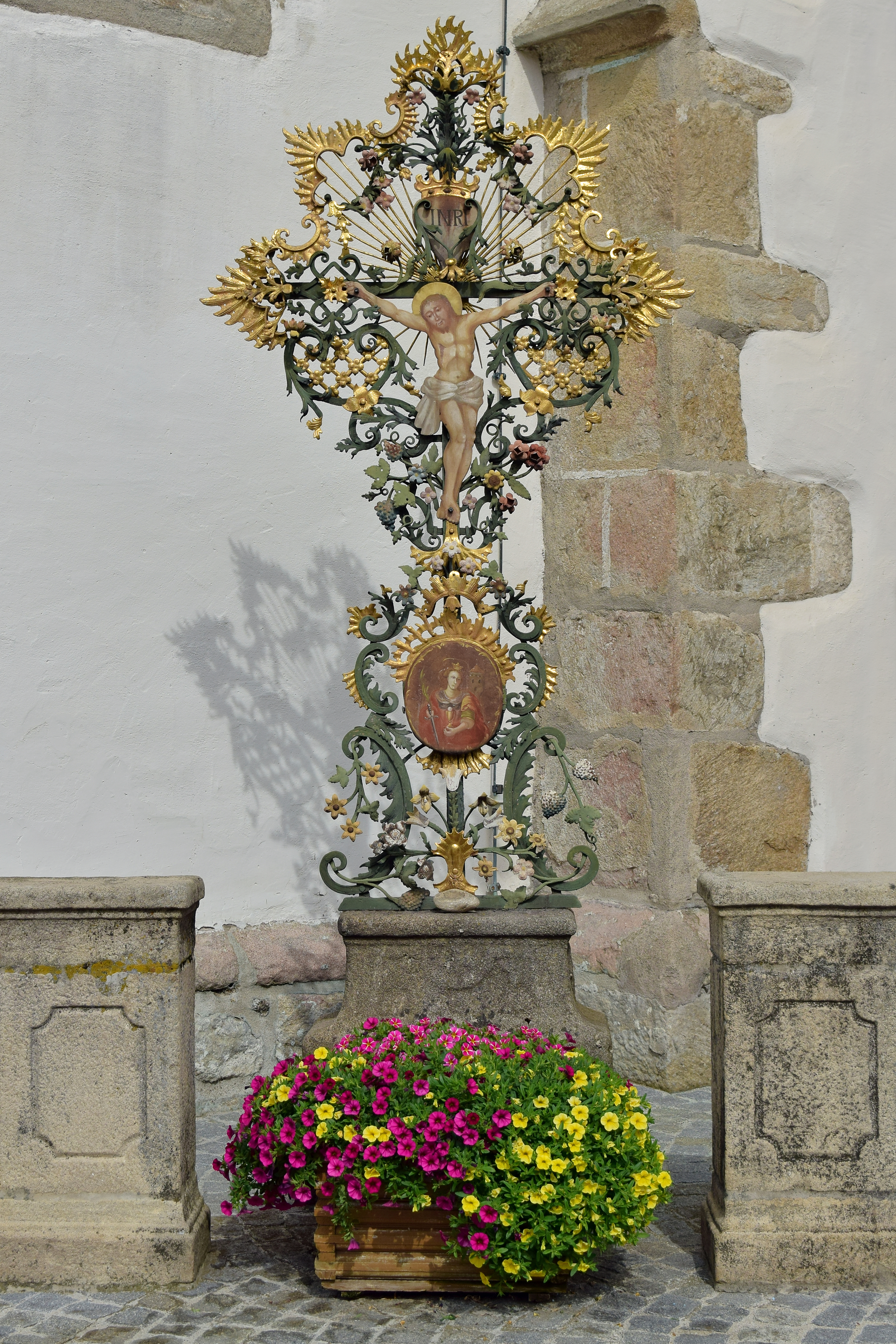
Eines der 3 Grabkreuze

- Südseitig der Kirche sind drei bemerkenswerte schmiedeeiserne dekorativ gestaltete Grabkreuze mit Gitterwerk, Rocaillen, Ohrmuscheln und Blütenranken vom Kunstschlosser Karl Kaufmann aus dem 18. Jahrhundert hinter einer Steinbalustrade, welche als ehemaliges Speisgitter von 1763 hierher übertragen wurde.
- Östlich am Chor steht eine Kreuzigungsgruppe aus 1913.

Innen
- Inschriftplatten für Priester: Johann Kaspar Oberndorfer gestorben 1688, Johann Wolfgang Carl gestorben 1745 mit Wappen, Josef Anton Preisinger gestorben 1762, Johann Kasimir gestorben 1861.
- Maria Anna Humlin gestorben 1755 in einem geschwungenen Rahmen mit Voluten und Puttenköpfen.